# ورچلی
ورچلی (به ایتالیایی: Vercelli) یک کومونه در ایتالیا است که در استان ورچلی واقع شده‌است.

## خصوصیات
ورچلی ۷۹٫۸۵ کیلومترمربع مساحت و ۴۷٬۲۲۰ نفر جمعیت دارد و ۱۳۰ متر بالاتر از سطح دریا واقع شده‌است.

## خواهرخوانده
شهرهای ارل و ترتسا خواهرخوانده‌های ورچلی هستند.